# Raymonde de Kervern
Raymonde de Kervern (1899-1973) là một nhà thơ người Mauritius.
Những bài thơ của bà đã được thu thập trong một tác phẩm sưu tập duy nhất vào năm 2014.

## Công trình
- Cloches Mystiques, 1928.
- Le Jardin féerique, 1935.
- L'île Ronde et son oiseau, 1935
- Apsara la danseuse, 1941.
- Abmes, 1951.